# 竹聯幫天龍堂
天龍堂，是台灣廣域性黑社會組織竹聯幫的直系堂口（黑社會團體），1995年自竹聯幫地堂分出，為地堂的嫡系勢力堂口，旗下分會至少擁有21個分會，主要活動於台灣北部、中部.南部，總成員數號稱近30,000人。
壹週刊 創刊號封面 大肆報導 天龍堂成立
知名直播主-連千毅曾經為該組織成員，事實是他就是哪邊好那邊跑的“年輕人”罷了。總會長5月份已更正為接任總會長

## 略歷
1996年，地堂幹部成員「尉民」陳尉民在竹聯幫大老陳啟禮的授意下創立天龍堂，並開設「銓剛實業有限公司」做為掩護，以承攬焚化爐、隧道工程牟利，甚至亦介入中華民國國軍相關工程。同年，陳尉民曾率眾配合法令自首解散幫派，但實際上只是為了避開政府的監控。
天龍堂成立初期，旗下即有18個分會，勢力遍佈台北及高雄縣市，以介入各項工程、走私、毒品、軍火、經營盜版、賭博等為主要活動。
天龍堂發展迅速，旗下分會入侵各大校園，吸收學生族群加入幫派。該幫派逞兇鬥狠及龐大的犯罪事業，讓台灣政府高度重視，長期嚴厲監控，曾多次掃蕩天龍堂各處堂口，但依舊不滅其氣焰。
2001年5月27日，陳尉民廣發英雄帖宣佈退位，於台北市五星級假日大飯店將堂主權位交由幹部左鳳崗（崗哥），各幫派到達現場致意；高調行徑引起政府重視幫派的問題。
同年6月，警方多路掃蕩天龍堂總堂口及多處分會堂口，查獲天龍堂信物、旗幟等重要資料。
2004年10月份，陳尉民廣發英雄帖邀請各地大老參加婚宴，左鳳崗也退位、將堂主之職交由王方俠（方俠）。
2010年，資深藝人陳凱倫之子陳銳加入天龍堂東湖會，涉嫌校園簽賭、率眾恐嚇討債事件；引發台灣媒體爭先報導及關注青少年加入幫派的社會問題。<ref>簽賭討債 陳凱倫兒子混跡黑幫被捕
,【聯合報╱記者張宏業／台北報導】, 2010.01.24 06:06 am

## 歷任堂主與幹部
- 初任：陳尉民 (綽號：「尉民」，1996-2004）
  - 副堂主：王耀東（綽號：「大個子」1996-2001)

- 第二任：左鳳崗 (綽號：「崗哥」，2001-2004)
  - 副堂主：葉榮芳（綽號：「芳哥」，2001-目前）
  - 副堂主：高武德（綽號：「德哥」，2001-2004）
- 將軍會：會長吳紀三（綽號：「將軍哥.牛郎教父.牛魔王」2001-目前)

- 第三任：王方俠 (綽號：「俠哥」，2004-2016)
  - 副堂主：葉榮芳（綽號：「芳哥」，2001-2004）
  - 副堂主：高武德（綽號：「德哥」，2001-2004）
  - 總會長：王志明（綽號：「明哥」，2001-2004）

- 四任：高武德 (綽號：「德哥」，2004)
  - 副堂主：葉榮芳「又稱峰哥」2004)。
  - 總會長：江品諺（綽號：「江哥」）

現任堂主：達瑞瑋（綽號：「達哥」2017-目前）。
副堂主：鄭清國（綽號：「爪哇哥」2017-目前）
總會長：劉立偉（綽號：「龍偉」2024-目前）
南部總會長：柏泰 （綽號：泰哥）

## 組織
目前共由30分會組成，分別為>>
南壩會、東湖會、松山會、將軍會、永和會、鳳山會、中山會、莊敬會、信義會、士林會、西門會、新莊會、汐止會、萬華會、三重會、蘆洲會、大安會、大溪會、大同會、台中會、高雄會、新興會,燕巢會、屏東會、林邊會、內埔會、車城會、恆春會、台南會、鼓山會